# Waltenschwil
Waltenschwil (toponimo tedesco) è un comune svizzero di 2 867 abitanti del Canton Argovia, nel distretto di Muri.

## Storia
Nel 1798 ha inglobato la località di Büelisacher e nel 1940 quella di Hessel, fino ad allora frazione di Waldhäusern.

## Monumenti e luoghi d'interesse

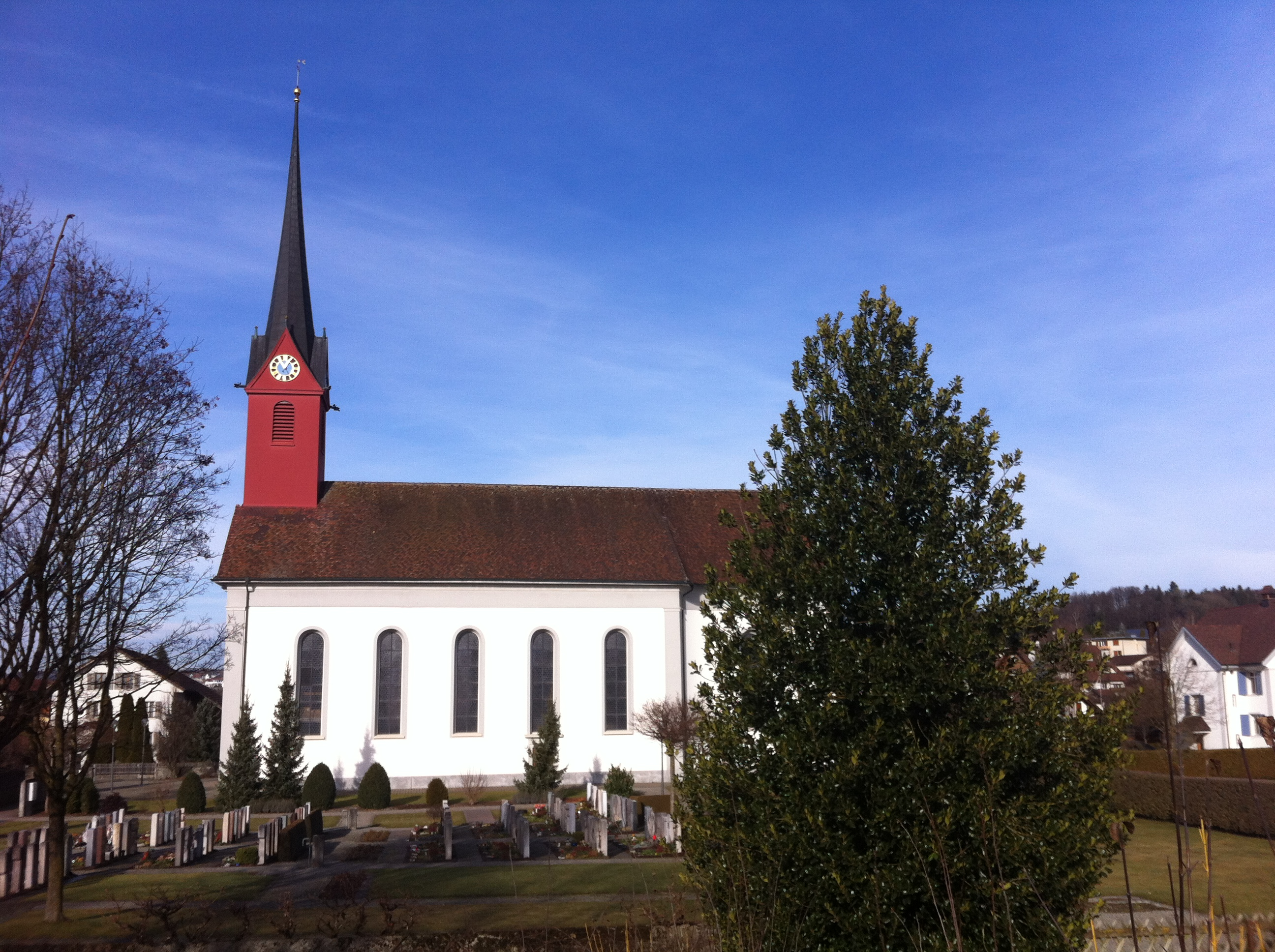
La chiesa cattolica di San Nicolao

- Chiesa cattolica di San Nicolao, eretta nel 1516 e ricostruita nel 1837-1839[1].

## Società

### Evoluzione demografica
L'evoluzione demografica è riportata nella seguente tabella:
Abitanti censiti

## Amministrazione
Ogni famiglia originaria del luogo fa parte del cosiddetto comune patriziale e ha la responsabilità della manutenzione di ogni bene ricadente all'interno dei confini del comune.